# Эль-Капитан (гора, Техас)
Эль-Капита́н (англ. El Capitan) — гора, находящаяся на территории национального парка Гуадалупе-Маунтинс в Техасе (США). Высота горы составляет 2464 м (по другим данным — 2462 м, 2465 м или 2458 м). Представляет собой ископаемый риф из органогенных отложений пермского периода. В переводе с испанского El Capitan означает «капитан»: название горы подчёркивает её «командное положение».

## География
Гора Эль-Капитан находится в самой южной части горного хребта Гуадалупе, расположенного на западе Техаса и юго-востоке Нью-Мексико. Гора расположена в округе Калберсон, примерно в 105 км к северу от Ван-Хорна (центра округа) и в 12 км южнее ближайшего участка границы штатов Техас и Нью-Мексико. К югу от неё простирается пустыня Чиуауа.
На севере гора Эль-Капитан соединена перемычкой с горой Гуадалупе, вершина которой (2667 м) является высшей точкой Техаса. Относительная высота вершины горы Эль-Капитан составляет 87 м.
Гора Эль-Капитан хорошо видна с автомобильного шоссе  US 62/  US 180, которое проходит с юга и востока от неё.

## Туристские маршруты
Красивый вид на вершину горы Эль-Капитан открывается с верхней части тропы, которая ведёт на вершину горы Гуадалупе — высшей точки массива.
К вершине горы Эль-Капитан тропы нет, хотя некоторые восходители добираются туда через перемычку с тропы, ведущей на гору Гуадалупе. Восхождения по скальным сбросам горы не практикуются из-за нестабильности скальных пород.

## Фотогалерея

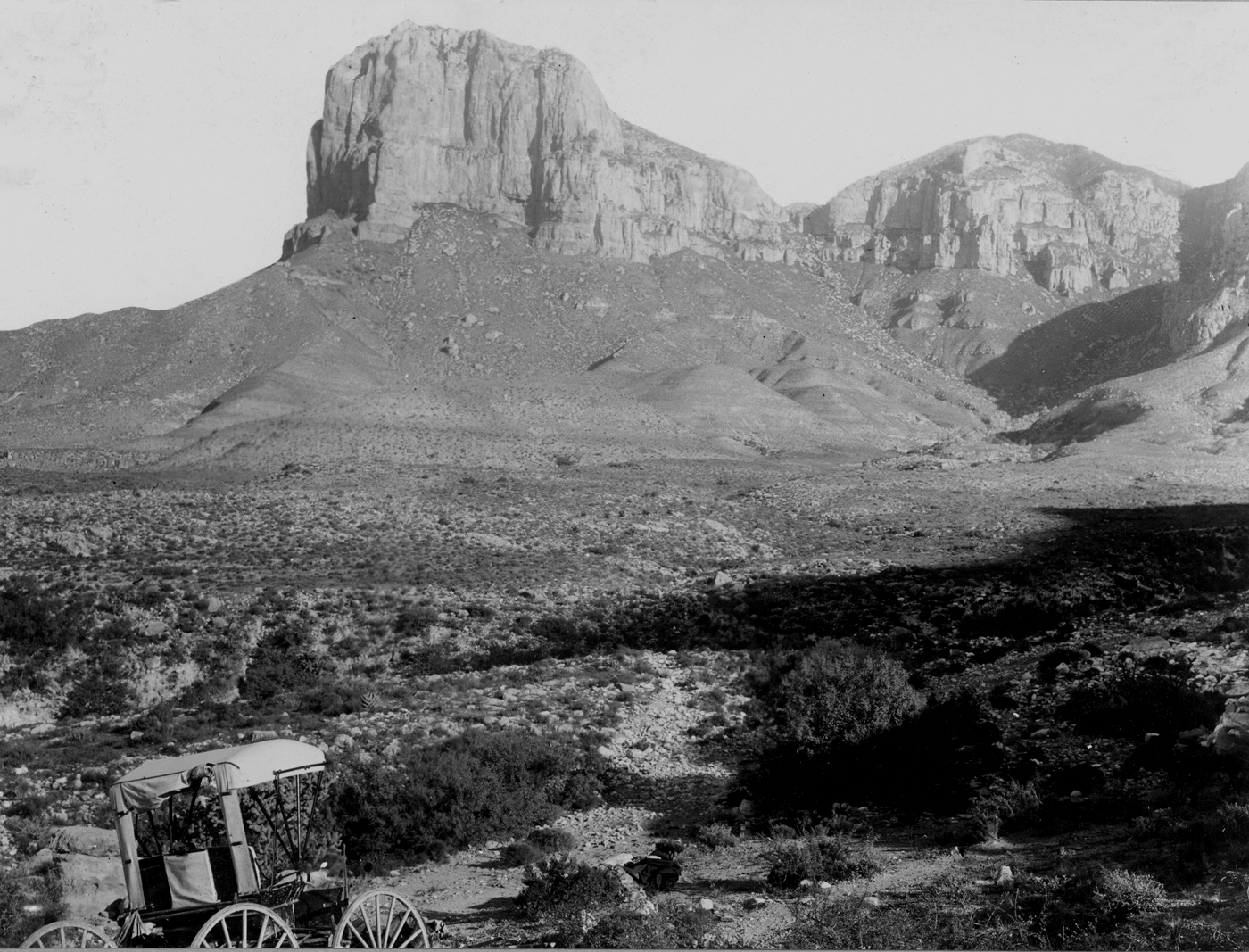
Вид на Эль-Капитан с юго-востока (снимок 1899 года)
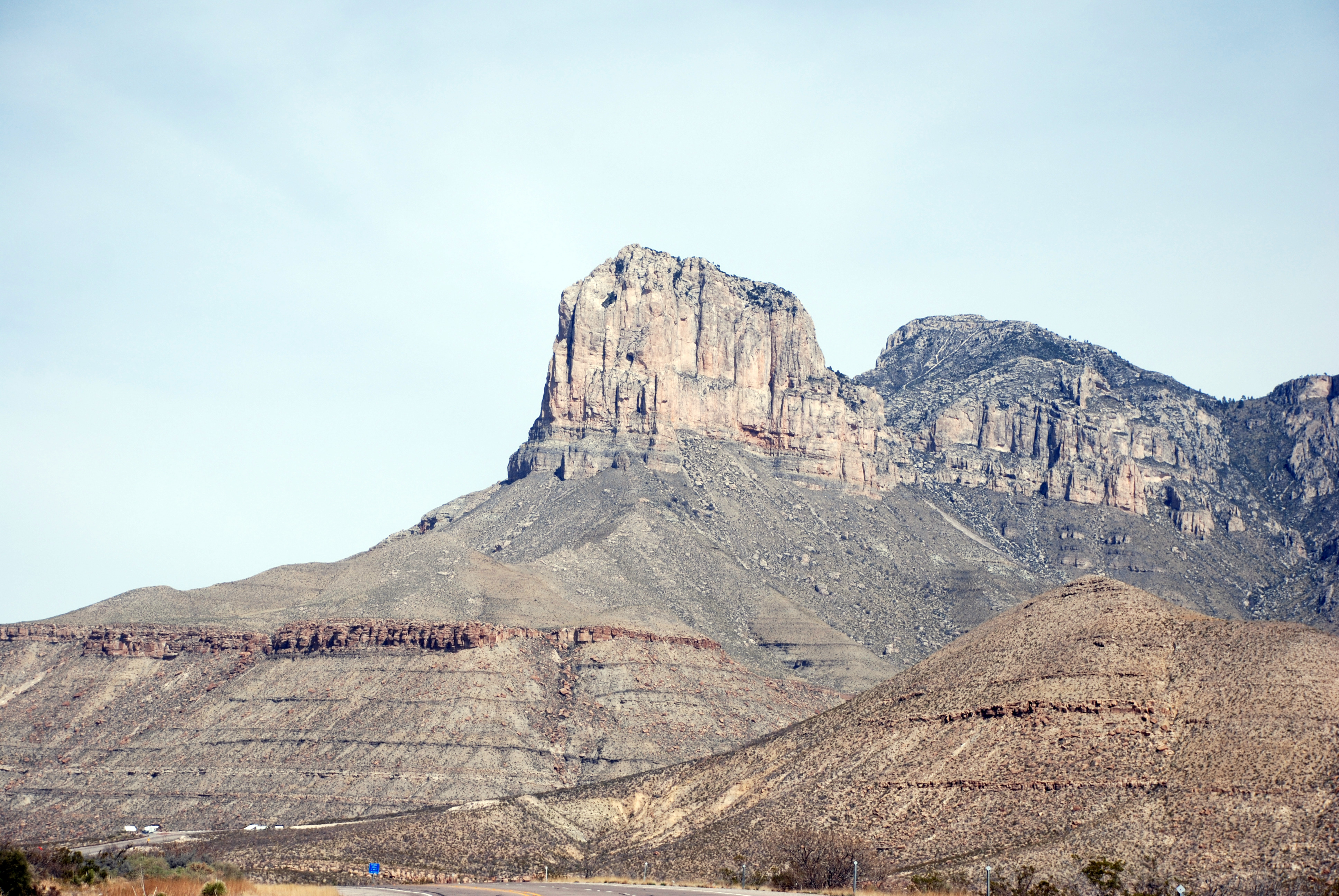
Вид на Эль-Капитан с юго-востока (снимок 2014 года)
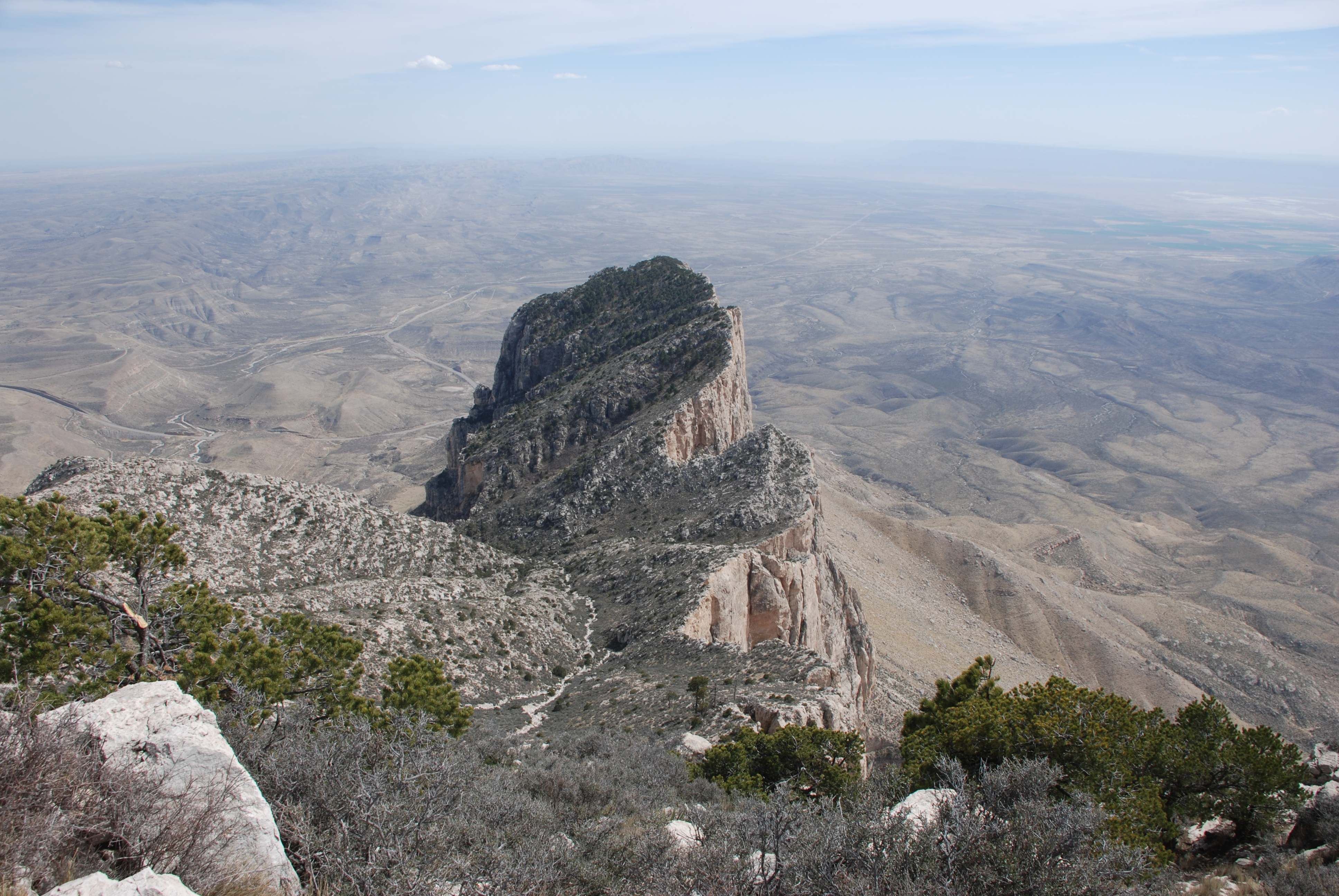
Вид на Эль-Капитан с вершины горы Гуадалупе